# Georges Abi-Saab
Georges Michel Abi-Saab, né au Caire le 9 juin 1933, est un avocat égyptien, professeur de droit international. Il est bien connu pour sa défense des intérêts des pays du tiers monde dans le droit international et au sein des instances de droit international ,.

## Biographie
Georges Abi-Saab est né à Héliopolis, un quartier du Caire. Il est diplômé de l'université du Caire avec un diplôme en droit en 1954, et a ensuite étudié le droit, l'économie et les sciences politiques à la Sorbonne, à l'université Harvard (LL.M et L.D), à l'université de Cambridge, à l'université du Michigan (MA en économie) et l'Institut universitaire de hautes études internationales (aujourd’hui Institut de hautes études internationales et du développement) de Genève (doctorat en sciences politiques). Il a également obtenu un diplôme de l'Académie de droit international de La Haye,.
Abi-Saab a occupé de nombreux postes de professeur invité, entre autres, à la faculté de droit de Harvard, à l'université de Tunis, à l'université de Jordanie, à l'université des Indes occidentales à Saint Augustine (Trinité-et-Tobago), ainsi que le Rennert Distinguished Professorship à la New York University School of Law, et la Chaire Henri Rolin dans les universités belges.